# Slavetić
 Slavetić  falu Horvátországban Zágráb megyében. Közigazgatásilag Jasztrebarszkához tartozik.

## Fekvése
Zágrábtól 36 km-re délnyugatra, községközpontjától 10 km-re északnyugatra a Plešivica-hegység délkeleti lejtőin fekszik.

## Története
A települést 1249-ben "villa Sclauetichi", "Sclauethych", illetve "Sclaueticzy" alakban a podgorjei várispánság birtokaként említik először. Ugyanekkor említikaz azonos nevű patakot is "fluvius Zlauatigy" néven, mint a zcopnai birtok határát képező vízfolyást. 1283-ban Slavetić is a Babonicsok birtoka lett. A település 1327-ben "possessio Sclauetiz" néven mint Lipovac várának uradalmához tartozó falu szerepel. 1487-ben Hunyadi Mátyás a szlaveticsi birtokot Orsich Péternek adta, ahol a 16. század elején a család felépítette várát és amely végig a család székhelye és uradalmi központja volt. A család  innen vette előnevét. Slavetić plébániáját 1661-ben Orsich Boldizsár kérésére alapították, Brebrovac, Dragovanšćak, Goljak, Gračac Slavetićki, Hrašća, Rastoki, Tihočaj és Okrug települések tartoznak hozzá. A plébániatemplomot az Orsich család 1600 körül épített kápolnájából alakították ki. 
A falunak 1857-ben 300, 1910-ben 388 lakosa volt. Trianon előtt Zágráb vármegye Jaskai járásához tartozott. 2001-ben 116 lakosa volt.

## Lakosság
| Lakosság változása | Lakosság változása | Lakosság változása | Lakosság változása | Lakosság változása | Lakosság változása | Lakosság változása | Lakosság változása | Lakosság változása | Lakosság változása | Lakosság változása | Lakosság változása | Lakosság változása | Lakosság változása | Lakosság változása |
| ------------------ | ------------------ | ------------------ | ------------------ | ------------------ | ------------------ | ------------------ | ------------------ | ------------------ | ------------------ | ------------------ | ------------------ | ------------------ | ------------------ | ------------------ |
| 1857               | 1869               | 1880               | 1890               | 1900               | 1910               | 1921               | 1931               | 1948               | 1953               | 1961               | 1971               | 1981               | 1991               | 2001               |
| 300                | 314                | 362                | 413                | 384                | 388                | 332                | 365                | 409                | 424                | 380                | 340                | 222                | 163                | 116                |

## Nevezetességei
- Remete Szent Antal tiszteletére szentelt plébániatemploma[3] 1600 körül az Orsich család kápolnájaként épült. A 18. században barokk-klasszicista stílusban építették át. A főoltár mai formájában a 19. században készült el, oltárképét 1735-ben festették. A szószék 1741-ben készült el. Értékes  még a mellék kápolnában álló Szent Valentin oltár két 1735-ben készített angyalával és az 1911-ben Heferer műhelyében épített orgona. A Nagyboldogasszony és a Szent Valentin kápolna 1732-ben készült el, míg a Szent Anna kápolna 1735-ben épült a templomhoz. A harangtornyot 1807-ben emelték, 1837-ben pedig megépült az új kórus.
- A falu nyugati szélén, egy három oldalról meredek dombon áll az Orsich család várkastélya,[4] melynek legrégibb magja még a 16. század elején épült fel, később többször bővítették. Valószínűleg még a 16. század második felében építették a délnyugati tornyot, majd a 17. században felépült a keleti szárny a főkapuval, melyen az 1639-es évszám olvasható. A déli szárnyat és nyugati szárny további részét a 18. században építették. A várkastélyon még később is történtek építések, jelenleg is az Ausztriában élő Rauch-Orsich család tulajdonában van. A várkastély egy szabálytalan négyszög alakú központi udvar körül épült ki. Legrégibb része az öregtorony, melyen több gótikus részlet is fennmaradt. Az északi oldalon áll a kétemeletes várpalota, mellette az északnyugati torony. Az egyemeletes nyugati és a  földszintes déli szárnyban főként gazdasági épületek találhatók. Az egyemeletes keleti szárnyon keresztül jutunk be az udvarra és a délkeleti bástyatoronyba. A várkastélyon szerencsésen ötvöződnek a gótikus, reneszánsz és barokk elemek, mint a lakótorony, konzolos árnyékszékek, lőrések és sarokerkélyek. A várkastély előtt valaha egy külső vár is lehetett. Alapfalainak több darabja részben romosan, részben konzerválva máig fennmaradt. A vár alatt egy kis kertet is kialakítottak, melyhez faragott lépcső és egy kis kapu vezetett.